# بیوکانان (اورگن)
بیوکانان (به انگلیسی: Buchanan) یک منطقهٔ مسکونی در ایالات متحده آمریکا است که در اورگن واقع شده‌است. بوکنن ۱٬۲۸۴٫۱۴ متر بالاتر از سطح دریا واقع شده‌است.